# Chiesa evangelica metodista (Carrara)
La chiesa evangelica metodista è un edificio di culto metodista situato in corso Rosselli a Carrara, in provincia di Massa-Carrara.

## Storia e descrizione
Il tempio metodista fu costruito negli anni venti su progetto dell'architetto Carlo Vianello (1901-1979) in stile neoclassico.
Il metodismo nacque in Inghilterra nel XVIII secolo dalla predicazione del pastore anglicano John Wesley (1703-1791), che suscitò un movimento di risveglio, di ritorno alla Bibbia e di rinnovamento delle coscienze, in particolare negli strati più poveri della società. La comunità di Carrara, sorta come chiesa libera nel 1864, entrò a far parte della Chiesa metodista nel 1904.